# Coleção Santos Dumont
A Coleção Santos Dumont, também chamada Coleção Alberto Santos Dumont, é um conjunto de cerca de 1.500 itens ligados a Santos Dumont, sob a guarda do Museu Paulista. O acervo reúne vários tipos de materiais, incluindo textos, objetos e iconografias do inventor brasileiro, em especial 323 imagens sobre a trajetória aeronáutica de Santos Dumont. É um dos mais conhecidos fundos dos pelo menos 123 fundos que compõem a Coleção do Museu Paulista. A coleção foi doada pela família após a morte do inventor, em 1932.
A coleção inclui itens de destaque, incluindo: a fotopintura Retrato em tamanho natural de Santos Dumont, de Giovanni Sarracino, e o curta-metragem Santos Dumont Explaining His Air Ship to the Hon. C.S. Rolls, produzido pela American Mutoscope & Biograph Company.

## Cessão temporária do acervo
Em meados de 2005 o Museu Paulista cedeu temporariamente parte da coleção Santos Dumont para o Musée de l'air et de l'espace [en], na França. O museu francês organizou à época uma exposição intitulada “Eu naveguei pelo ar”, composta de objetos, documentos textuais e iconográficos de Santos Dumont. A exposição foi uma  iniciativa do Ministério da Aeronáutica como parte das comemorações do Ano da França no Brasil. O Museu Paulista mandou para Paris 178 dos 1.600 itens da coleção.